# Atraphaxis avenia
Atraphaxis avenia là một loài thực vật có hoa trong họ Rau răm. Loài này được Botsch. mô tả khoa học đầu tiên năm 1963.